# 史前朝鮮

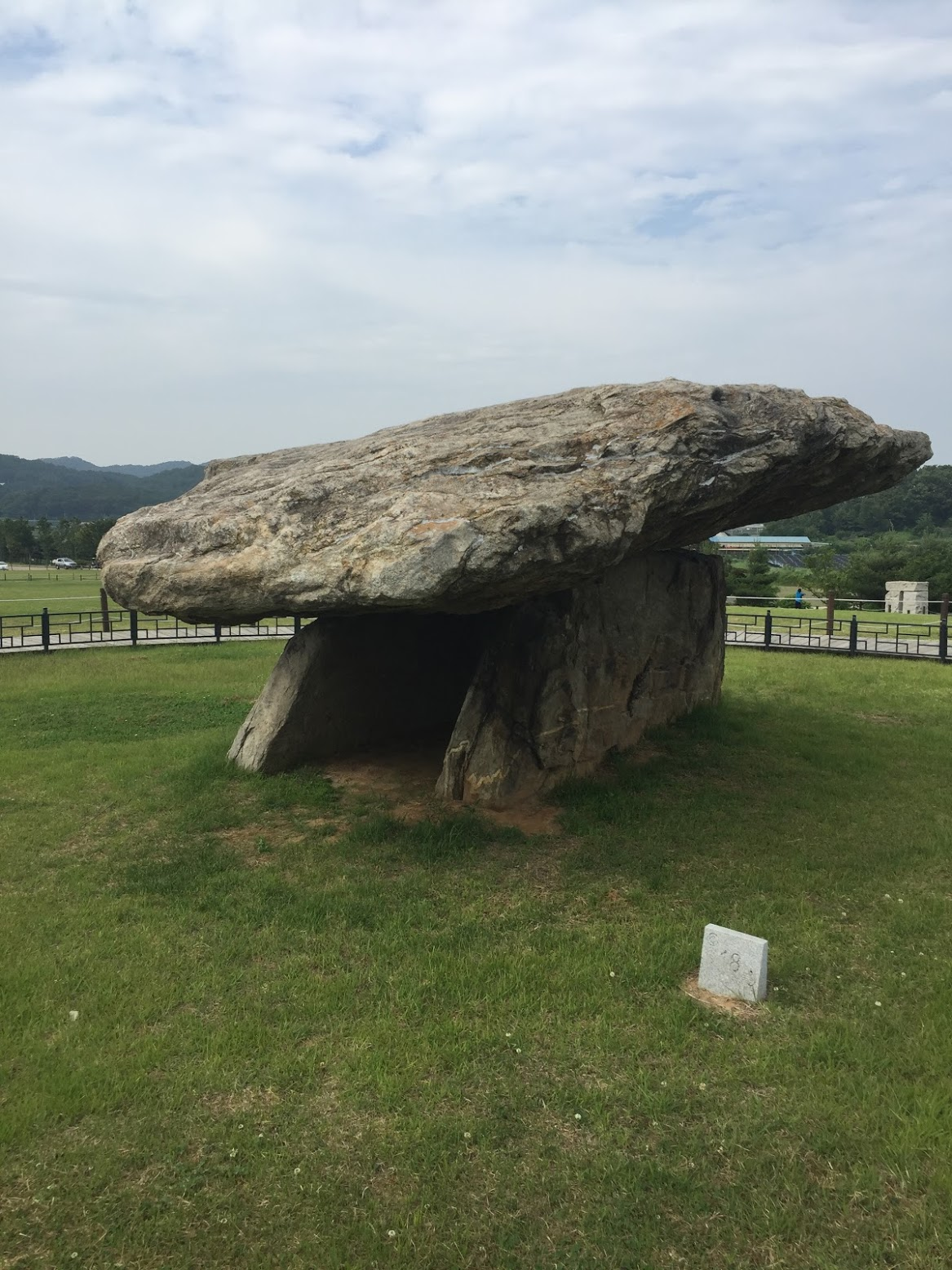
韩国江华支石墓

史前朝鮮是指公元前60万年前至古朝鮮无文字记载的朝鲜历史时期。朝鲜半岛旧石器时代开始于公元前60万年，之后经中石器時代，于公元前5000年进入新石器时代。公元前2000年，朝鲜半岛进入青铜器时代，直至公元前4世纪进入铁器时代。:18-20
朝鲜半岛旧石器时代早期的猿人能通过砸制或打制的方式制作简单粗糙的石器:1-15:10。旧石器时代中期，猿人已经进化成为能够使用工具制作更加精致石器并会使用火的古人。旧石器时代后期的人类是体质结构已经进化成与现代人同一类型的新人，并形成了母系社会:7-9:10。新石器时代，人类开始使用磨制的石器，较旧石器时代的打制石器有了质的提高，并出现了原始的农耕、畜牧和手工业:10-13:4-6。青铜器时代，随着金属工具的使用，朝鲜半岛经济社会发生了巨大的变化，由母系社会过渡到父系社会:16-20:7-11。

## 旧石器时代
1966年，在黄海北道祥原郡发现的黑隅里遗址是目前朝鲜半岛出土的最早期旧石器时代遗址，距今有60万至40万年。旧石器时代的早期人类是刚刚摆脱猿猴状态的猿人。通过砸制或打制的方式猿人能制作
“手斧状石器”、“梯形石器”、“尖形石器”、“半月形石器”等简单粗糙的石器。:1-15:10
旧石器时代中期的古人在猿人基础上得到进一步的进化。1977年平壤市力浦区大岘洞力浦人遗址和1972年平安南道德川郡胜利山德川人遗址发现的古人头骨和臼齿都已经摆脱了猿人的状态。古人制造石器的技术也有了提高。1963年，咸镜北道雄基县屈浦里文化遗址第一期层发现了制作石器的石砧，出土的石器也更加小巧、锋利。该遗址还出土了古人建造的地穴式房屋:5-7:10。旧石器时代中期的古人已经会使用火。1977年，黄海北道胜湖郡货泉洞遗址发现了古人用火的遗迹，直径有50-60厘米，并有厚约10厘米的火灰。
旧石器时代后期的人类是体质结构已经进化成与现代人同一类型的新人。这一时期的人类已经使用间接打击的方法制作石片，然后用压削的方法进一步修整。咸镜北道雄基县屈浦里文化遗址第二期层、平安南道德川郡胜利山人和忠清南道公州市石壮里等都是距今4万至3万年前的旧石器时代后期遗址。旧石器时代后期的新人已经摆脱了原始状态，形成母系社会。:7-9:10

## 新石器时代
朝鲜半岛新石器时代开始于公元前5000年左右，一直延续到公元前2000年，主要遗址包括咸镜北道雄基屈浦里西浦项、慈江道中江郡土城里、平安北道宁边郡细竹里、黄海北道凤山郡智塔里、黄海南道银泉郡鹤月里、京畿道广州郡岩寺里、釜山市东三洞等。新石器时代的石器由于使用研磨技术变得更锋利。石器和骨器的种类也更加丰富。原始的畜牧业、农耕，以及手工业开始出现。:9:4-5
狩猎依然是人类主要的生活方式之一。中石器时代的弓箭得到进一步的完善，人类的狩猎本领也得到提高。随着狩猎的发展，原始的畜牧业也开始出现。不过当时的家畜种类很少，目前所知的有狗和猪。:10-11:4-5

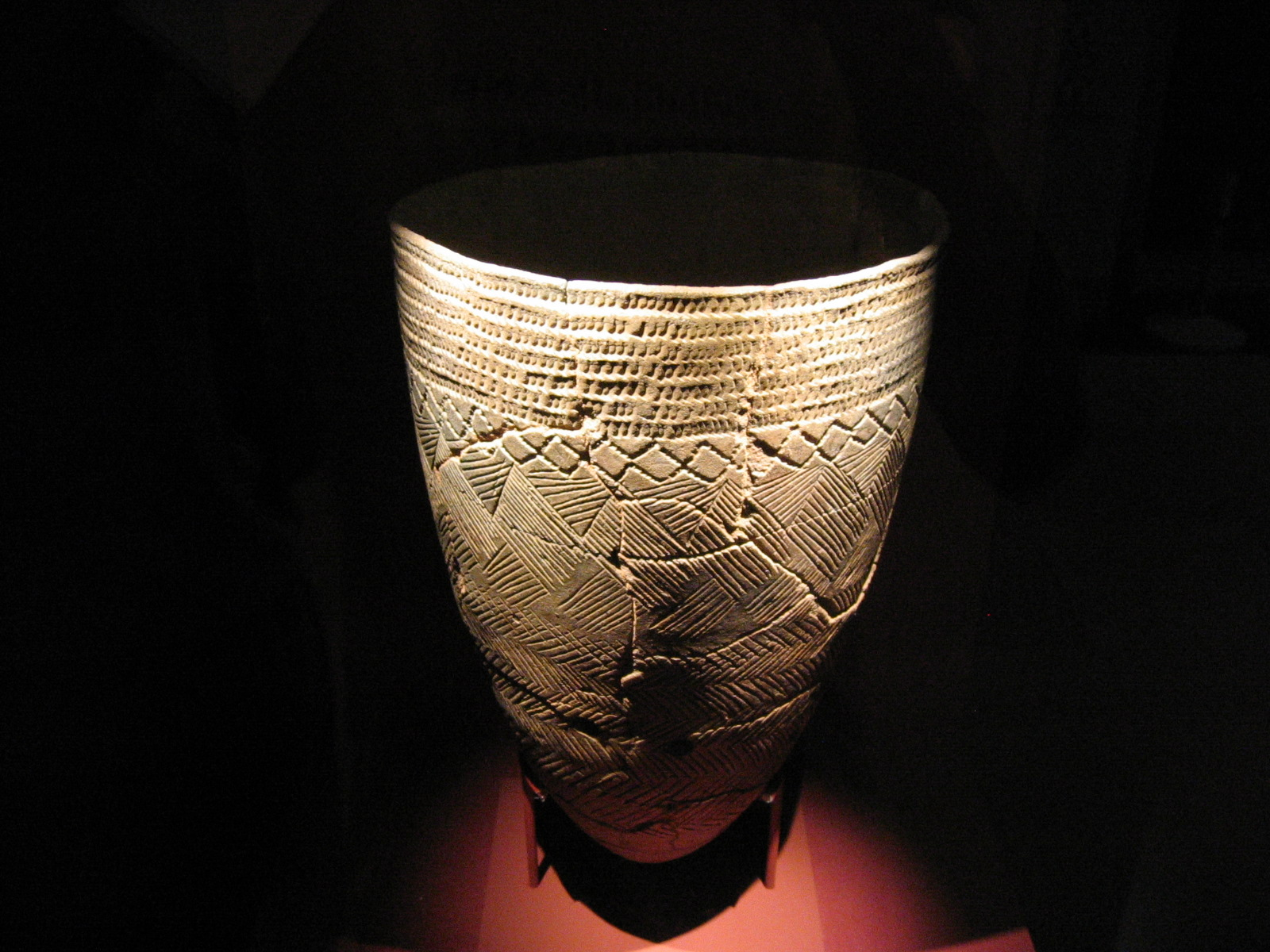
韩国新石器时代陶器

朝鲜新石器时代前期（公元前5000至4000年）遗址考古发现的石铲、骨铲、角尖棒、磨谷盘等表明新石器时代前期的朝鲜半岛已经出现了原始的“锄耕农业”。新石器时代后期（公元前3000至2000年）遗址挖掘发现的肩石铲、石犁、半月刀等新型工具表明，新石器后期的农业技术有了很大的提高，出现了“犁耕”。黄海北道凤山郡智塔里第二区遗址还发现了已经碳化的谷粒，以及石镰、石犁等农具。:11-12:5-6:12
除石器的制作外，朝鲜新石器时期还出现了制陶和纺织等手工业。这一时期的石器主要通过研磨制作，较旧石器时代的打制石器有了质的提高。骨器的制作有骨针、鱼钩、鱼叉等。制陶是新石器时代最具代表性的手工业。这一时期的陶器一般带有装饰性的条纹（栉文土器时代）。此外，还有原始的纺织业，出现了陶纺轮、石纺轮、石网坠等工具。:12-13:6

## 青铜器时代

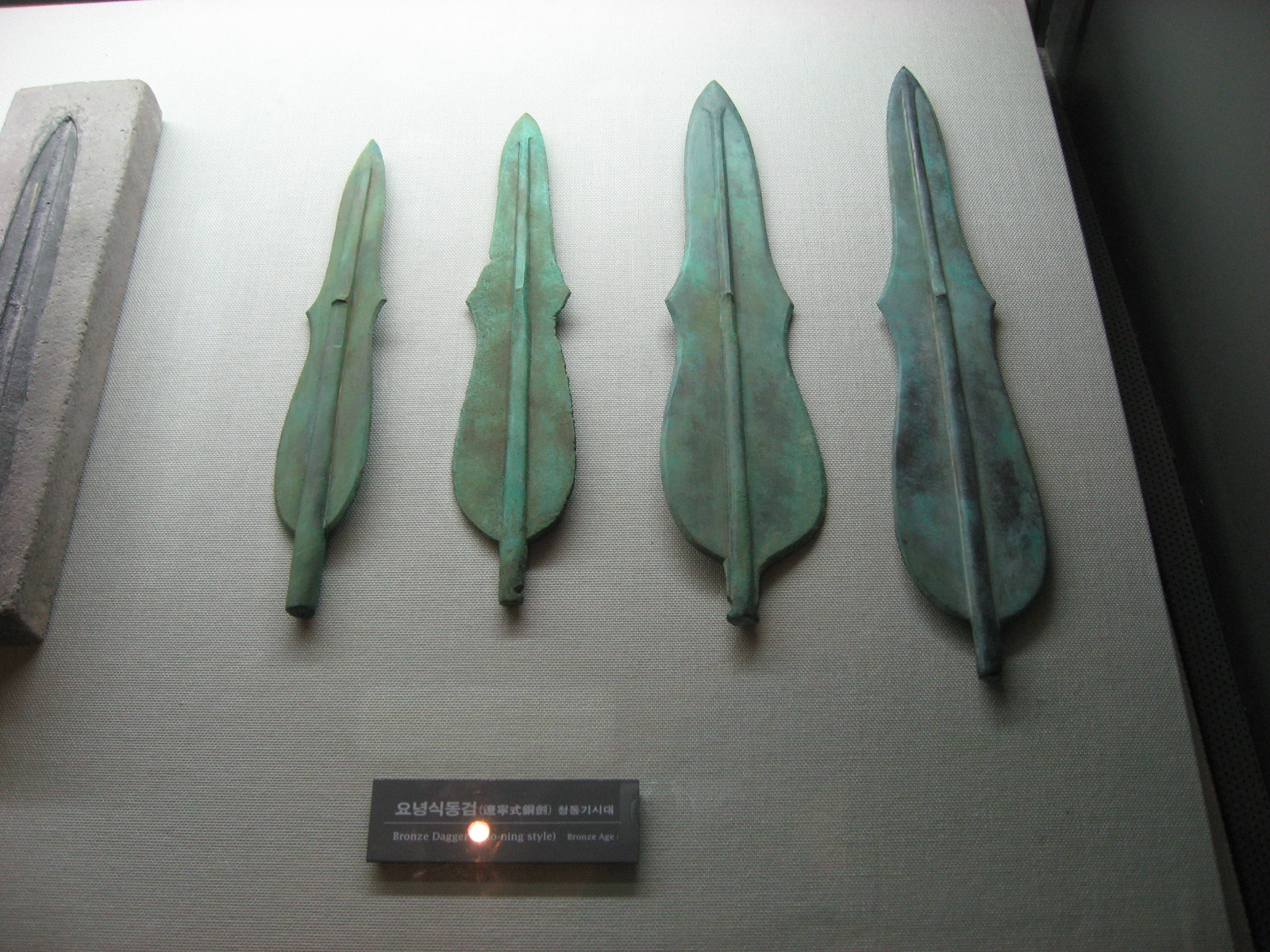
韩国早期的青銅劍

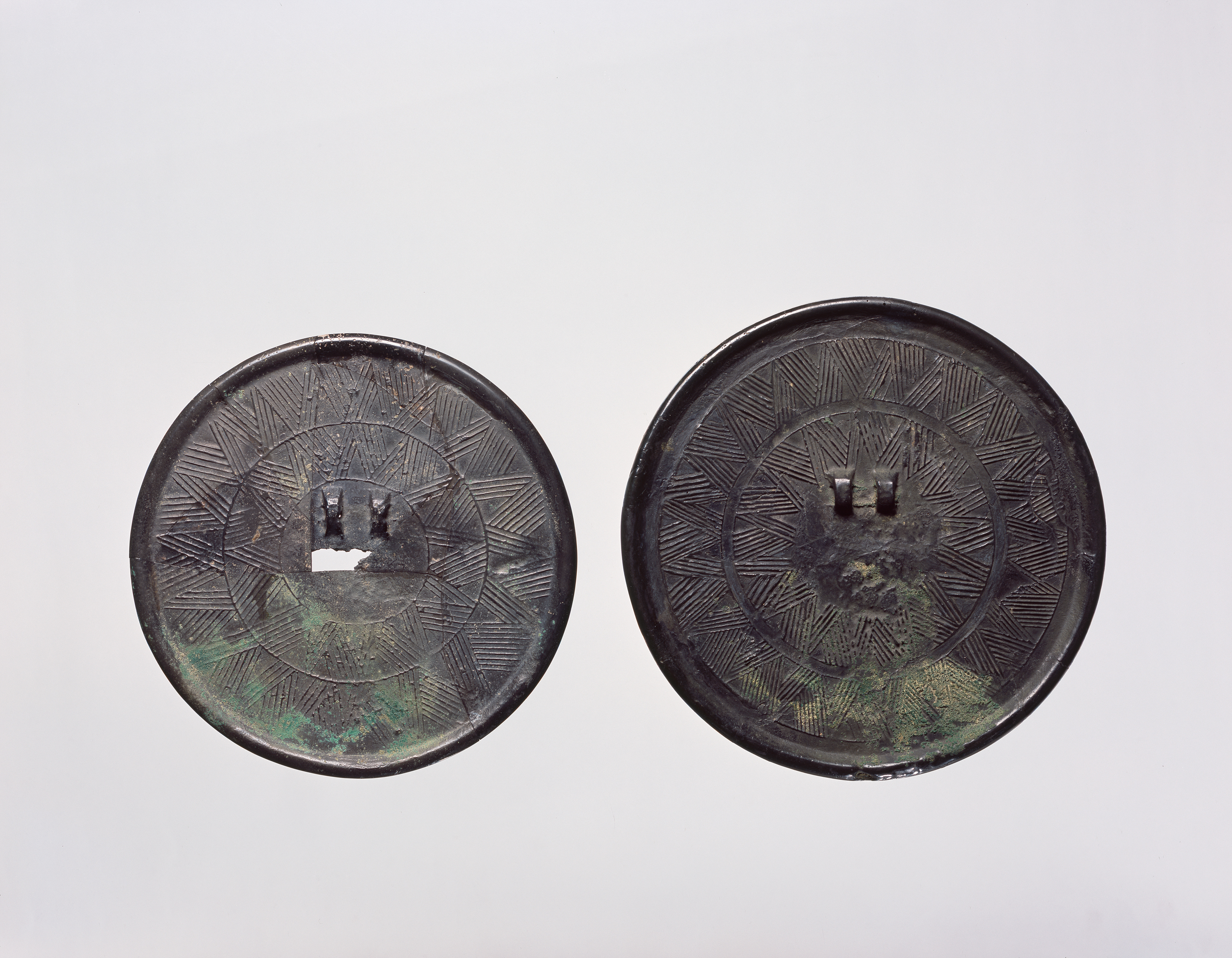
韩国青銅器时代的铜镜

考古发现表明朝鲜半岛从公元前2000年进入青铜器时代，一直持续到公元前1000年。朝鲜半岛主要的青铜器时代遗址包括咸镜北道会宁五洞、慈江道江界市公贵里和中江郡土城里、平壤市金滩里、南浦市江西区域台城里、黄海北道凤山郡新兴洞、黄海南道龙渊郡石桥里等。:15-16:7
这些遗址出土的青铜器大多为生产工具和兵器，也有生活用品和装饰品。石器在青铜器时代依然被广泛使用。由于生产工具的进步，青铜器时代的农业生产有了很大的提高。与此同时，畜牧业也有很大的发展，朝鲜半岛青铜器遗址中发现了猪、牛、马、狗等家畜的骨骸。由于这一时期的朝鲜陶器不带纹饰，学术界称之为“无纹陶器”。韩国学界认为这一时期陶器从有纹到无纹转变的主要原因是为了提高陶器制作效率而省略了繁缛的纹饰。:16-18:6
青铜器时代，朝鲜半岛由母系社会发展成父系社会。一夫一妻制开始出现。这一时期，人类居住的房屋已经不再是地穴，而是实际意义上的房屋。 巨石墓的丧葬习俗也在青铜器时代出现:18-20:7-11。韩国高敞、和顺、江华支石墓遗址已被指定为世界文化遗产。